# カルロッタ・カンビ
カルロッタ・カンビ（Carlotta Cambi、1996年5月28日 - ）は、イタリアの女子バレーボール選手。イタリア代表。

## 来歴
サン・ミニアート出身。2013年にU-18のイタリア代表として出場したユース欧州選手権で銀メダルを獲得した。2015年のU-20世界選手権では正セッターとして銅メダル獲得に貢献した。2017年、シニアのイタリア代表に初選出されると、2018年の世界選手権で銀メダルを獲得した。

## 球歴
- オリンピック - 2024年
- 世界選手権 - 2018年
- ネーションズリーグ - 2018年、2019年
- 欧州選手権 - 2017年

## 所属クラブ
- Pallavolo Piacentina（2014-2015年）
- カザルマッジョーレ（2015-2016年）
- AGILバレー（2016-2017年）
- Volley Pesaro（2017-2018年）
- ベルガモ（2018-2019年）
- クーネオ・グランダ・バレー（2019-2020年）
- イル・ビゾンテ・フィレンツェ（2020-2022年）
- AGILバレー（2022-2023年）
- Wash4Green Pinerolo（2023年-）